# Iglesia de San Carlos Borromeo (Pinsk)
La iglesia de San Carlos Borromeo (en bielorruso: Монастырь бернардинцев; en polaco: Kościół św. Karola Boromeusza) es un edificio religioso que pertenecía a la Iglesia católica y se localiza en Pinsk, Bielorrusia.En la actualidad es uno de los centros culturales de Pinsk.

## Historia
La parroquia católica situada en las afueras de Pinsk, en Karolin, fue fundada en 1695 por el noble polaco-lituano Jan Karol Dolski en madera. En 1756 llegó a Pinsk la Unión Apostólica de Sacerdotes Seculares, que recaudó dinero y entre 1770 y 1782 construyó una iglesia de piedra, que fue consagrada en 1784 en honor a San Carlos Borromeo.
A finales del siglo XVIII la orden entró en decadencia. Con la muerte del último abad, Isidor Kontonovich, la iglesia fue abandonada. En la segunda mitad del siglo XIX, el edificio fue restaurado y consagrado en nombre de la Santísima Trinidad. Desde 1912, la iglesia era filial de la catedral basílica de la Asunción de la Virgen María.
Después de la Segunda Guerra Mundial, la iglesia estuvo activa durante varios años, pero luego fue cerrada por orden de las autoridades soviéticas en los años 60. El edificio fue reconvertido en sala de conciertos para el órgano de tubos.

## Arquitectura
La iglesia es un ejemplo de arquitectura barroca combinada con un estilo similar al de un castillo. Tiene una nave sin ábside, muros macizos de hasta 2 m de espesor y un pequeño transepto. La nave está dividida en tres tramos. 
Los interiores originales fueron destruidos en la década de 1960 y en la década de 1990 se instalaron nuevos cristales en las ventanas y un órgano eléctrico en la iglesia.Las últimas restauraciones de la iglesia se completaron en 2013.

## Galería

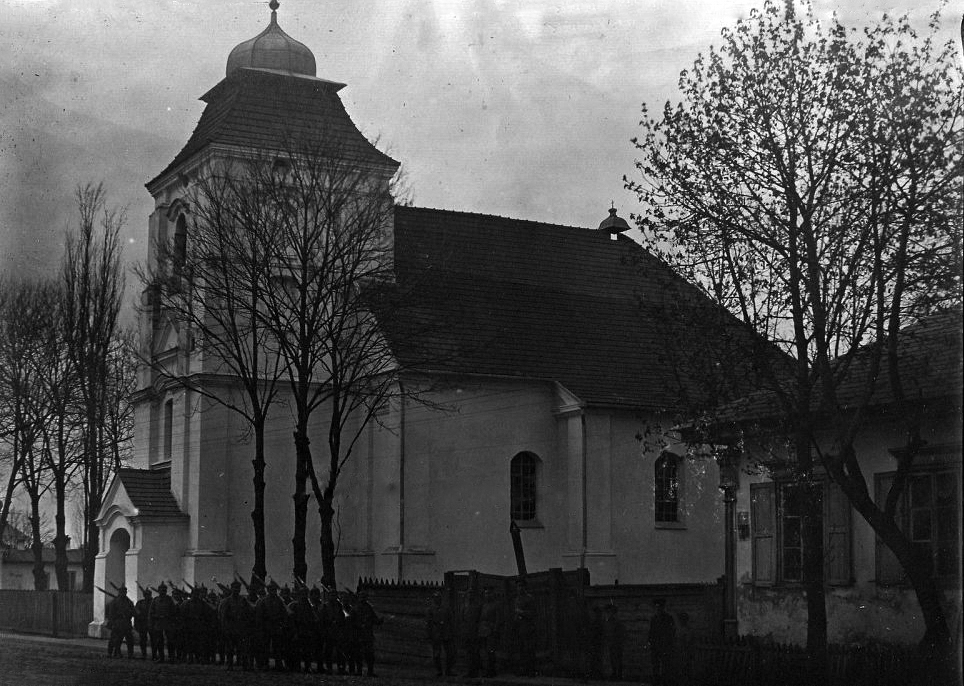
Soldados en frente de la iglesia (1916)
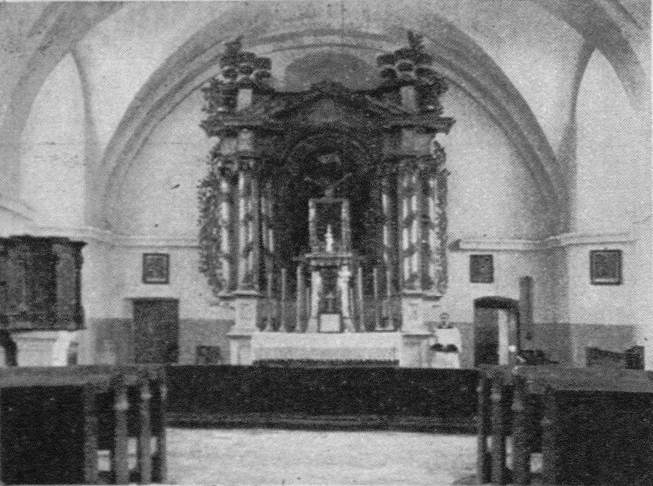
Antiguo altar mayor
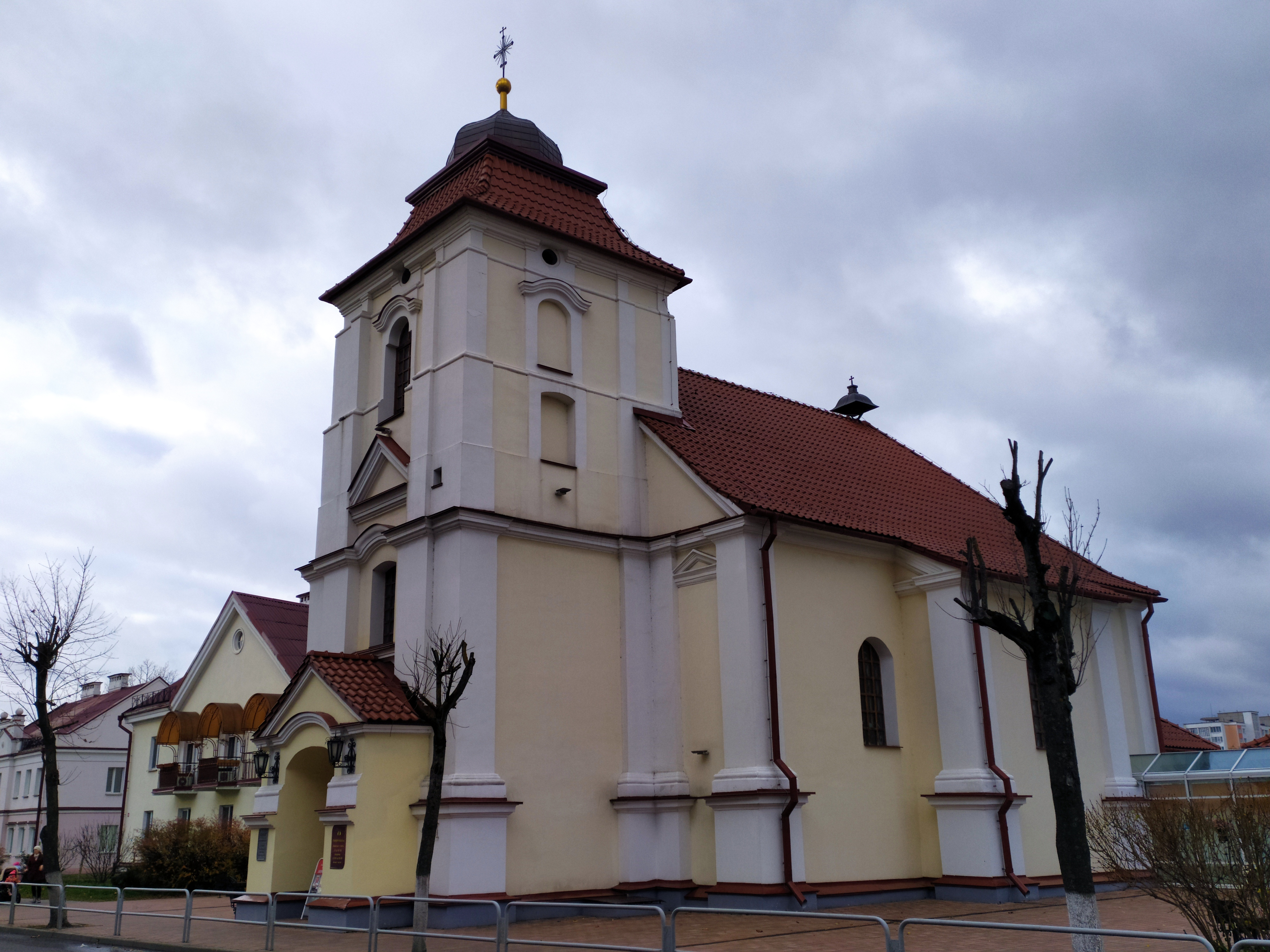
Vista de la iglesia